# Gohan
Son Gohan (孫 悟飯?, Son Gohan), chiamato spesso semplicemente Gohan, è uno dei personaggi principali del manga Dragon Ball di Akira Toriyama. Egli compare anche nelle varie opere derivate, tra cui le serie televisive anime Dragon Ball Z, Dragon Ball GT e Dragon Ball Super, i film, gli OAV e numerosi videogiochi.
Primogenito del protagonista Son Goku, Gohan è inizialmente un bambino piagnucolone che ama lo studio e la serenità. Pur odiando il combattimento, cela dentro di sé una grande forza combattiva che si manifesta nei momenti di forte rabbia: grazie agli allenamenti di Piccolo, che diventerà progressivamente suo grande amico oltre che maestro, Gohan impara a controllare la sua forza e ad usarla contro i nemici che minacciano la Terra. Alla fine di Dragon Ball Z, con grande soddisfazione di sua madre Chichi, riesce a diventare un importante ricercatore, abbandonando i combattimenti. Ritorna in azione inizialmente in Dragon Ball Z - La battaglia degli dei e Dragon Ball Z - La resurrezione di 'F' e poi in Dragon Ball Super, pur proseguendo la carriera di ricercatore continua in contemporanea il suo percorso come guerriero, tanto che è protagonista insieme a Piccolo nell'arco narrativo del manga Super Hero tratto dal lungometraggio Dragon Ball Super - Super Hero .

## Creazione
Introdotto per la prima volta nel capitolo 196 del manga, Gohan ricopre sin dalla sua prima apparizione un ruolo molto importante nella serie. Come per molti personaggi della saga il suo nome ha un significato legato al cibo: "gohan" (御飯) in giapponese ha il duplice significato di "pasto" e "riso bollito".
Toriyama pensava di rendere Gohan il nuovo protagonista della storia dopo la dipartita di Goku alla fine dell'arco di Cell, ma poi abbandonò questa idea dopo i primi capitoli dell'arco di Majin Bu. Le pettinature di Gohan si ispirano a quelle di Yamcha.

## Biografia

### Dragon Ball
Gohan fa la sua comparsa cinque anni dopo che suo padre Goku vince il 23º Torneo Tenkaichi, ha quattro anni e il padre ha deciso di chiamarlo Gohan come suo omonimo nonno scomparso anni prima. Gohan dimostra subito di non avere molto in comune con suo padre e preferisce studiare per diventare un ricercatore, come desidera sua madre Chichi. Durante una rimpatriata tra Goku e i suoi vecchi amici della Kame House, Gohan, allora avente solo 4 anni, viene rapito dallo zio Radish, il cui obiettivo è quello di convincere Goku a unirsi a lui per conquistare nuovi pianeti nello spazio. Per sconfiggere Radish e salvare suo figlio, Goku decide di allearsi con il suo vecchio nemico Piccolo che, seguito l'accaduto e considerando Radish come un rivale, gli offre il suo aiuto. Nonostante l'unione dei due guerrieri, Radish si dimostra molto più forte e la morte di Goku sembra prossima. Gohan, vedendo il genitore in difficoltà, aumenta incredibilmente la sua forza combattiva e attacca Radish, ferendolo gravemente al petto. A causa di questo intervento, Radish si indebolisce e finisce ucciso per mano di Piccolo insieme a Goku. Successivamente Piccolo prende Gohan come suo allievo e lo addestra all'arte del combattimento, in modo che possa affrontare gli altri due Saiyan che sarebbero successivamente arrivati sulla Terra. Durante l'addestramento Gohan vedendo la luna piena si trasforma in una Scimmia gigante, ma Piccolo per placare la sua furia distruttiva distrugge la luna, facendo tornare Gohan normale. Passati sei mesi, gli altri due Saiyan arrivano, ma di fronte ai due nemici Gohan si dimostra tutt'altro che coraggioso e rischia di venire ucciso da Nappa, uno dei Saiyan; Piccolo però si sacrifica per proteggere l'allievo, facendogli da scudo umano e morendo al suo posto per mano di Nappa. Gohan sarà successivamente determinante nella battaglia contro Vegeta, l'altro Saiyan, nella quale si trasforma ancora una volta in un Scimmione e riesce così a ferire gravemente il nemico, costretto successivamente alla ritirata dopo essere stato risparmiato da Goku nella speranza di un loro nuovo scontro.
Dopo lo scontro con Vegeta, per poter far riportare in vita i suoi compagni caduti, Gohan partecipa alla spedizione su Namecc insieme a Bulma e Crilin, contro il volere della madre Chichi. Su Namecc interviene in aiuto di Dende, il quale poi lo conduce al cospetto del Capo Anziano. Questi, usando le sue capacità, libera i poteri latenti di Gohan, rendendolo molto più forte. In seguito Gohan affronta la Squadra Ginew, a cominciare da Guldo il quale stava per ucciderlo, ma Vegeta lo salva eliminando Guldo, poi combatte contro Rikoom, venendo battuto ma venendo salvato appena in tempo da suo padre, appena giunto su Namecc. Successivamente Gohan, Goku, Vegeta e Crilin combattono insieme contro Ginew e lo sconfiggono, per poi affrontare il suo capo, Freezer. Mentre Goku conclude da solo lo scontro con Freezer, Gohan e gli altri tornano sulla Terra grazie a un desiderio espresso alle sfere del drago di Namecc da Dende.
Un anno dopo, Gohan scopre da Trunks del futuro che sarebbe morto di lì a qualche anno a causa di due cyborg, creature costruite dal Dottor Gelo, ultimo superstite del Red Ribbon. Gohan decide pertanto di allenarsi per affrontare la minaccia insieme a Goku e Piccolo. Dopo le prime battaglie con i cyborg si allena con suo padre nella Stanza dello Spirito e del Tempo per potenziare le sue abilità, ma soprattutto per diventare un Super Saiyan. Trasformatosi per la prima volta in un Super Saiyan, Gohan termina l'allenamento e partecipa al Cell Game, il torneo organizzato da Cell, il cyborg più potente creato dal Dottor Gelo, affrontando lo stesso Cell dopo che suo padre Goku gli cede il posto affermando che possiede il potenziale necessario a sconfiggere il nemico. Nel corso della battaglia con Cell, Gohan esplode di rabbia e si trasforma in Super Saiyan II dopo che Cell uccide brutalmente Numero 16. Grazie a questa nuova trasformazione Gohan riesce a distruggere con estrema facilità i Cell Jr. (creature generate dallo stesso Cell) per poi mettere al tappeto Cell surclassandolo. Ma, accecato dalla sua superbia, Gohan commette lo sbaglio di non dargli il colpo di grazia quando gli si era presentata l'opportunità, e Cell, umiliato dal ragazzino, decide di autodistruggersi nella speranza di polverizzare la Terra, mettendo Goku nella posizione di doversi teletrasportare via con lui sul pianeta di Re Kaioh, dove il Saiyan muore, ucciso dall'esplosione di Cell. Questo fa cadere Gohan in uno stato di disperazione, e tra l'altro Cell, sopravvissuto all'autodistruzione, torna sulla Terra pronto ad affrontarlo nuovamente. In questo secondo scontro con Cell, Gohan viene ferito al braccio nel tentativo di proteggere Vegeta, ma alla fine, supportato dall'aldilà da suo padre, riesce ad uccidere Cell (distratto da Vegeta) con una potentissima Kamehameha.
Passati sette anni dal Cell Game Gohan ha smesso di allenarsi, perdendo un po' della sua forza combattiva. Dopo aver studiato per corrispondenza Gohan viene iscritto al liceo di Satan City dato che sua madre ci teneva che avesse una normale adolescenza. A Satan City, prima nei panni del Guerriero dai capelli d'oro (cioè semplicemente trasformato in Super Saiyan), poi in quelli di Great Saiyaman, diventa il supereroe locale. Smascherato dalla sua compagna di scuola Videl, la quale aveva anche capito che Goku era suo padre, è costretto sotto ricatto a doverle insegnare la tecnica della levitazione e a partecipare al 25º Torneo Tenkaichi. Il torneo viene però interrotto dall'arrivo di Spopovitch e Yamu, due subordinati del mago Babidy, che prendono l'energia di Gohan con un dispositivo di assorbimento energetico in modo da usarla per liberare un demone potentissimo di nome Majin Bu. Gohan e i compagni si dirigono quindi da Babidy per affrontare alcuni dei suoi guerrieri. Gohan combatte per terzo e affronta con difficoltà il demone Darbula, ma alla fine viene apparentemente ucciso da Majin Bu. Sopravvissuto e guarito dal redivivo Kibith, Gohan, avendo l'intenzione di battere Majin Bu, si allena sul pianeta dei Kaiohshin brandendo la famosa Spada Z, dopo averla liberata dalla roccia in cui era incastonata su suggerimento del Kaiohshin dell'Est. Viene in seguito raggiunto da suo padre (ancora morto ma con il permesso di tenere il suo corpo), che per testare la durezza della Spada Z lancia un cubo di katchin contro Gohan, mandando in frantumi la Spada e così facendo liberando l'Anziano Kaiohshin. L'Anziano Kaiohshin si offre di liberare il potenziale latente di Gohan, facendogli raggiungere la sua massima forza possibile in un istante. Il risultato del potenziamento è eccezionale, tant'è che Gohan, ritornato sulla Terra, salva Goten, Trunks e Piccolo, e riesce a mettere in seria difficoltà Majin Bu, umiliandolo con facilità impressionante. Majin Bu assorbe però Gotenks e Piccolo divenendo ancora più forte di Gohan e riuscendo infine ad assorbire anche lui. Viene poi liberato dal corpo di Majin Bu da Goku e Vegeta, ma rimane coinvolto nella successiva esplosione della Terra e muore. Gohan viene poi resuscitato grazie alle sfere del drago di Namecc insieme a tutti gli altri terrestri e dona la sua energia alla Sfera Genkidama che Goku utilizza per distruggere definitivamente Majin Bu. Al termine del manga e di Dragon Ball Z, Gohan riesce finalmente a diventare uno studioso come voleva la madre Chichi, si sposa con Videl e ha una figlia: Pan.

### Dragon Ball Super
In Dragon Ball Super, serie ambientata qualche tempo dopo la sconfitta di Majin Bu, Gohan ha smesso di allenarsi e a causa di ciò si è notevolmente indebolito, arrivando a perdere la capacità di risvegliare il potere che gli era stato donato dall'Anziano Kaiohshin. Quando il Dio della distruzione Beerus si arrabbia e intende distruggere la Terra a causa della sua lite con Majin Bu, Gohan prova a battersi col Dio ma viene sconfitto facilmente. In seguito aiuta suo padre a ottenere il potere del Super Saiyan God, essendo uno dei cinque Saiyan necessari per il rito di creazione del Super Saiyan God insieme a Goten, Trunks, Vegeta e Pan (quest'ultima ancora nel grembo di Videl), e assiste poi allo scontro tra suo padre e Beerus.
Tempo dopo, quando Freezer, resuscitato con le sfere del drago, giunge sulla Terra per vendicarsi di Goku, Gohan, Crilin, Piccolo, Muten e Tenshinhan affrontano l'esercito del tiranno, riuscendo a vincere, fanno poi la loro comparsa Goku e Vegeta che riescono a sconfiggere Freezer.
Tempo dopo viene candidato a membro della squadra che avrebbe rappresentato il Settimo Universo al torneo indetto da Beerus e suo fratello Champa contro i guerrieri del Sesto Universo, al quale però non prende parte per via dei suoi impegni accademici, venendo sostituito da Piccolo.
Gohan viene poi scelto da Goku per prendere parte al Torneo del Potere insieme allo stesso Goku, a Vegeta, Piccolo, Crilin, Muten, Tenshinhan, 17, 18 e Freezer. Solo nell'anime, Gohan partecipa al torneo di dimostrazione per Zeno dove affronta Lavender del Nono Universo in un duello che finisce in parità. Prima dell'inizio del Torneo del Potere Gohan si allena con Piccolo risvegliando i poteri donatigli dall'Anziano Kaiohshin per il combattimento contro Majin Bu, ottenendo un potere persino maggiore rispetto a quello che aveva quando affrontò il demone. Una volta iniziato il torneo, decide di combattere in gruppo insieme a Muten, Crilin, Tenshinhan e Piccolo, ma diversi minuti dopo la formazione si scioglie e Gohan combatte principalmente in coppia con Piccolo. Durante il torneo Gohan si mette in mostra grazie al suo talento nella lotta e alla sua capacità di riuscire a progredire velocemente il suo livello di preparazione dimostrando di non avere nulla da invidiare a Goku e Vegeta. Nell'anime, affronta e sconfigge Botamo del Sesto Universo, Obuni del Decimo Universo e con l'aiuto di Piccolo Saonel e Pirina, namecciani del Sesto Universo, mentre con l'aiuto di Goku, Vegeta, 17 e Freezer sconfigge Anilaza. Infine combatte contro Dyspo dell'Undicesimo Universo e non vedendo altre soluzioni, riesce a eliminare quest'ultimo dal Torneo del Potere tenendolo con sé mentre si fa auto-eliminare da Freezer. Nel manga invece combatte contro il trio Bergamo, Basil e Lavender del Nono Universo venendo aiutato da Freezer e Piccolo: successivamente insieme acquest'ultimo e a 17 affronta i guerrieri del decimo e del quarto universo. Arrivato tra gli ultimi concorrenti, si misura in un duello estenuante con Kefla e si elimina con lei dalla competizione. Dopo la conclusione del torneo, Gohan ritorna vittorioso sulla Terra insieme agli altri membri della sua squadra.
Quando Molo farà evadere i detenuti dalla Prigione Galattica, il trio Yumba, Seven-Three e Shimorekka, raggiunge la Terra sconfiggendo Gohan, Crilin e Piccolo. Molo ordina ai suoi uomini di risparmiare la vita ai loro avversari, dato che ha in mente di affrontarli nuovamente quando invaderà la Terra seguito da tutti i membri della sua legione. Quando l'invasione accade Gohan e Piccolo guidano le forze della terra affrontando Seven-Three riuscendo a batterlo anche con l'aiuto di 17, per poi combattere lo stesso Molo insieme a Goku, proprio quest'ultimo distrugge lo stregone.
Dopo qualche anno Gohan perde la voglia di combattere preferendo dedicarsi solo al lavoro, ma la rinata Red Ribbon rapisce Pan, anche se in realtà Piccolo ha fatto in modo che la bambina simulasse parzialmente il rapimento in modo da spingere Gohan a combattere per salvarla, ritenendolo il modo migliore per risvegliare la sua indole guerriera, anche perché Piccolo è della convinzione che Gohan potenzialmente potrebbe diventare il guerriero più forte della Terra. Gohan, una volta giunto alla base della Red Ribbon, al fianco di Piccolo affronta i cyborg Gamma 1 e Gamma 2 ma poi li convincono a passare dalla loro parte, tuttavia il capo della Red Ribbon, ovvero Magenta, attiva il cyborg più potere, Cell Max, una versione molto più forte di quella che Gohan sconfisse anni prima. Gohan per la prima volta attiva la trasformazione "Beast" distruggendo Cell Max con la tecnica del Makankosappo.

### Dragon Ball GT
La serie anime Dragon Ball GT è ambientata a 10 anni dalla partenza di Goku con Ub e dalla fine di Dragon Ball Z. Il personaggio di Gohan non ha un ruolo rilevante all'inizio della storia, ma quando Baby giunge sulla Terra e si impossessa del corpo di Goten, Gohan affronta il nemico in una battaglia durissima. Nonostante la resistenza di Gohan, Baby riesce però a impadronirsi del suo corpo. Dopo alcuni episodi, tuttavia, Gohan viene liberato dal parassita grazie all'acqua miracolosa e presta la sua energia a Goku nella battaglia finale contro Baby. Alla fine, dopo aver aiutato Kaiohshin nella purificazione dei terrestri con l'acqua miracolosa, e dopo aver prestato il suo aiuto nell'evacuazione della Terra, destinata a esplodere, Gohan assiste impotente alla morte di Piccolo, il quale decide di sparire insieme alla Terra in modo da distruggere le sfere del drago dalla stella nera.
Gohan partecipa poi alle battaglie contro i nemici scappati dal regno degli inferi, contro Super C-17 e contro Li Shenron. Dopo l'eliminazione di quest'ultimo, Gohan assiste alla partenza di suo padre col drago Shenron.

### Gohan del futuro
Son Gohan del futuro (未来孫悟飯?, Mirai Son Gohan), conosciuto anche come Mirai Gohan o Future Gohan, è la versione di Gohan del futuro alternativo di Trunks del futuro. Viene introdotto nel capitolo speciale Trunks The Story (TRUNKS THE STORY -たったひとりの戦士-?, Torankusu za Sutōrī -Tatta Hitori no Senshi-), mentre negli anime fa la sua prima apparizione nell'episodio 164 di Dragon Ball Z e nello special TV Dragon Ball Z: La storia di Trunks.
Nel suo mondo, dopo la morte di Goku, Gohan assiste impotente alla morte di molti suoi compagni per mano dei cyborg Numero 17 e Numero 18; in una tavola speciale del manga di Super si può vedere Gohan mentre con l'aiuto di Bulma prova ad aiutare inutilmente i suoi compagni con le sfere del drago, ma il desiderio venne espresso da Pilaf, Mai e Shu per tornare neonati, infine le sfere divennero inutilizzabili dopo la morte di Piccolo. Diventato adulto, Gohan sa trasformarsi in Super Saiyan e allena il giovane Trunks, figlio del defunto Vegeta. Durante una battaglia contro i cyborg, Gohan rimane gravemente ferito e perde il braccio sinistro. Poco tempo dopo, mentre si sta allenando con Trunks, Gohan vede i cyborg attaccare una città vicina. Trunks si offre di aiutarlo nel combattimento, ma Gohan, giudicando l'allievo ancora inesperto, lo tramortisce con un colpo. Nel corso della battaglia successiva, nonostante i suoi sforzi, Gohan viene infine brutalmente ucciso dai due cyborg.

## Descrizione

### Aspetto fisico
All'inizio della serie Gohan è un bambino dai capelli neri minuto ma muscoloso e, dato il retaggio Saiyan da parte paterna, una coda: essa viene tagliata da Piccolo ma viene riacquistata da Gohan nel corso della battaglia contro Vegeta, anche se poi viene nuovamente tagliata da quest'ultimo. Durante Dragon Ball Z il personaggio diviene progressivamente più muscoloso fino a ottenere una corporatura molto più possente rispetto a prima.
Essendo un ibrido umano-Saiyan, i capelli di Gohan sono soggetti a crescita e per questo, in quasi ogni arco narrativo, ha un taglio diverso: in alcune occasioni porta i capelli lunghissimi, poi li taglia prima della partenza su Namecc e nella Stanza dello spirito e del tempo; dall'arco di Majin Bu porta i capelli corti dritti con un ciuffo sulla fronte mentre alla fine di Dragon Ball Z e per tutta la durata di Dragon Ball GT la sua pettinatura è uguale a quella dell'arco di Majin Bu ma non ha più il ciuffo.
Gohan cambia molte volte abbigliamento nel corso della serie: all'inizio indossa un vestito giallo e verde con un cappello rosso su cui è attaccata la sfera con quattro stelle e su questo vestito c'è inciso l'ideogramma "Son", cioè il cognome di Gohan e di Goku. Nei combattimenti Gohan indossa in alcune occasioni dei vestiti simili o a quelli di suo padre o a quelli di Piccolo mentre su Namecc e nella Stanza dello spirito e del tempo ha indossato la tuta da battaglia dei Saiyan. Quando Piccolo gli dona un vestito identico a quello Goku decide di modificarne l'ideogramma da kame (亀?, lett. "tartaruga") a Ma (魔?) che significa "demonio", simbolo della famiglia demoniaca. Nell'arco di Majin Bu ha invece indossato la divisa di Great Saiyaman (casco arancione, vestito verde e nero, mantello rossi), il supereroe che impersona nel periodo liceale, e anche gli abiti tipici dei Kaiohshin, che considera molto imbarazzanti. In altre occasioni indossa vestiti da normale terrestre: nell'arco di Majin Bu, durante il periodo liceale, indossa una maglietta a maniche lunghe bianca, un gilè di colore nero e un pantalone arancione mentre in Dragon Ball GT un completo verde. Alla fine di Dragon Ball Z comincia anche a portare degli occhiali da vista, in Super viene appurato che ciò è la conseguenza della miopia di Gohan, benché egli ammetta che quando combatte scatenando al massimo la sua forza stranamente non ha problemi di vista.
Nei vari stadi di Super Saiyan ha gli occhi verdi e i capelli biondi, mentre dopo il potenziamento dell'Anziano Kaiohshin i lineamenti del viso diventano più minacciosi.

### Personalità
Gohan ha sempre detestato combattere preferendo studiare nella speranza di diventare un ricercatore come desidera anche sua madre Chichi: da bambino si dimostra generalmente timido e pavido, ma quando si arrabbia sfoggia un coraggio e una forza incredibili, già superiore a quella di suo padre pur non essendosi mai allenato. Grazie all'allenamento con Piccolo impara a controllare questo suo lato e diventa molto più coraggioso: tra i due, in questo periodo, si instaura un fortissimo rapporto di amicizia e Gohan arriverà a tenere a lui come ad un secondo padre, mentre si deve proprio a Gohan la redenzione di Piccolo.
Nonostante le sue tante assenze è sempre stato molto legato a suo padre Goku, il quale viene più volte rimproverato da Piccolo per essere troppo indulgente nei suoi confronti soprattutto durante gli allenamenti, cosa che lo stesso Gohan condivide; durante la saga di Cell, tuttavia, è proprio grazie al duro addestramento col padre nella Stanza dello spirito e del tempo che Gohan raggiunge lo stadio di Super Saiyan e ottiene la forza necessaria per sconfiggere l'essere perfetto. Sconfitto l'avversario Gohan abbandona gli allenamenti riprendendoli solo in vista del torneo che dà inizio alla saga di Majin Bu, sebbene in questo periodo preservi la pace in città adottando varie identità segrete; in vista del Torneo del Potere riprende ad allenarsi seriamente e grazie alle sue ottime prestazioni si guadagna la stima del Dio della Distruzione Beerus.
Dopo il potenziamento dell'Anziano Kaiohshin la natura dell'aura di Gohan cambia completamente perdendo qualsiasi indulgenza nei confronti del nemico, tanto che nemmeno Piccolo riesce a riconoscerlo finché non lo vede coi suoi occhi. In molte parti della storia Gohan assume un ruolo molto comico specialmente quando veste gli abiti del supereroe Great Saiyaman (グレートサイヤマン?, Gureto Saiyaman), nelle cui vesti è solito accompagnare le sue entrate in scena con mosse coreografiche tipiche dei supereroi giapponesi come i sentai (usate dall'autore anche per la Squadra Ginew).

### Abilità
Essendo in parte Saiyan Gohan possiede delle capacità fisiche notevolmente superiori a quelle dei normali esseri umani e, finché possiede la coda, è in grado di trasformarsi in Scimmia gigante: in questa forma, a differenza di Goku, è in grado di riconoscere le voci dei suoi parenti (del padre, nello specifico) grazie al fatto che è per metà umano, cosa che rende la sua indole più pacata. Gohan possiede anche l'abilità denominata Zenkai, che lo rende più forte quando supera battaglie particolarmente impegnative.
Nelle sue prime apparizioni dimostra da subito un'innata predisposizione al combattimento, ma dato che in principio non si era sottoposto a nessuna forma di allenamento, nei primi tempi manifestava la sua forza solo in reazione a emozioni violente come la rabbia o la paura. Iniziando ad allenarsi Gohan impara ad avere un controllo perfetto della sua forza, tuttavia anche quando diviene un guerriero esperto, i suoi scatti di rabbia gli consentono di oltrepassare i suoi limiti e di accrescere ulteriormente la sua potenza.
Gohan è in grado di trasformarsi in Super Saiyan e in Super Saiyan II, stadi che ha raggiunto durante l'arco di Cell. Mentre inizialmente la sua forza aumentava con l'esplodere della rabbia, più tardi sblocca il suo potenziale latente arrivando così alla sua forma definitiva, chiamata Gohan Supremo (究極悟飯?, Arutimetto Gohan) o Mystic Gohan, grazie al potenziamento dell'Anziano Kaiohshin la quale tuttavia non può essere definita una trasformazione dal momento che Gohan nel proprio aspetto non subisce nessun mutamento, potendo comunque attingere al suo pieno potere senza limitazioni. In Dragon Ball Super si scopre che è in grado di evolvere ulteriormente questo potere per raggiungere una forza anche superiore a quella che aveva durante lo scontro con Majin Bu ottenendo una forza pari a quella del Super Saiyan blue, tra l'altro quando affronta Gamma 1 e Cell Max si rivela capace di alternare il Super Saiyan e il potere Supremo a suo piacimento, tuttavia è necessario che Gohan non accusi stanchezza per poter disporre del potere Supremo, non può attivarlo se non è nel pieno delle proprie forze. Successivamente raggiunge uno stadio persino più potente, la forma Beast (ビースト?, Bīsuto) nella quale i suoi capelli diventano più voluminosi e assumono una colorazione grigio metallo, i suoi occhi inoltre diventano rossi, in questa forma l'aura di Gohan diventa argentata e da essa si scaturiscono delle scariche elettriche rosse, con questa trasformazione Gohan è capace di lottare allo stesso livello di suo padre dal momento che la sua velocità eguaglia quella dell'Ultra Istinto Completo.
La tecnica preferita di Gohan è il Masenko (魔閃光?, Masenkō, ovvero Lampo demoniaco), chiamato nell'edizione italiana dell'anime Onda Letale e talvolta Lampo Distruttore, ma è anche in grado di eseguire la tecnica caratteristica di suo padre, la Kamehameha (かめはめ波?,  Kamehameha, "Onda energetica" nell'adattamento italiano dell'anime). Durante lo scontro con Cell Max si rivela in grado di usare anche la tecnica del Makankosappo.

## Doppiaggio
Nella versione originale giapponese Gohan è doppiato in tutti i media da una donna, Masako Nozawa.
In Italia Gohan è stato doppiato da diverse persone, a seconda di età, produzione e casa di doppiaggio. Gohan bambino/ragazzo è stato doppiato da:
- Alessio De Filippis nel primo doppiaggio dei film d'animazione di Dragon Ball Z e dello special TV La storia di Trunks.
- Patrizia Scianca nelle serie TV e nel ridoppiaggio dei relativi film d'animazione e special TV.

Gohan adulto è stato doppiato da:
- Davide Garbolino nelle serie TV, nel ridoppiaggio dei relativi film d'animazione e special TV e nel film Dragon Ball Super: Super Hero;
- Giorgio Borghetti nel primo doppiaggio dello special TV Dragon Ball Z: La storia di Trunks;
- Marco Vivio nel primo doppiaggio dei film d'animazione, in Dragon Ball Z: La battaglia degli dei e Dragon Ball Z: La resurrezione di 'F'

## Accoglienza
Gohan ha avuto moltissime recensioni positive da parte di riviste di manga e anime, tant'è che ha raggiunto la prima posizione in diversi sondaggi di popolarità, superando in alcune occasioni anche suo padre Goku, come nel sondaggio della rivista Shonen Jump del 1993. Molte persone che hanno doppiato Gohan nel mondo sono rimasti molto colpiti dal personaggio. Sono state messe in commercio numerose linee di action figure, peluche e portachiavi dedicate al personaggio. Il personaggio di Gohan ha ricevuto molte recensioni positive da diversi critici internazionali. Lo scrittore D. F. Smith ha apprezzato il personaggio durante la serie Dragon Ball Z, mentre Theron Martin ha lodato la crescita e lo sviluppo di Gohan durante il Cell Game, vicenda in cui il personaggio matura molto.